# Lacus Veris

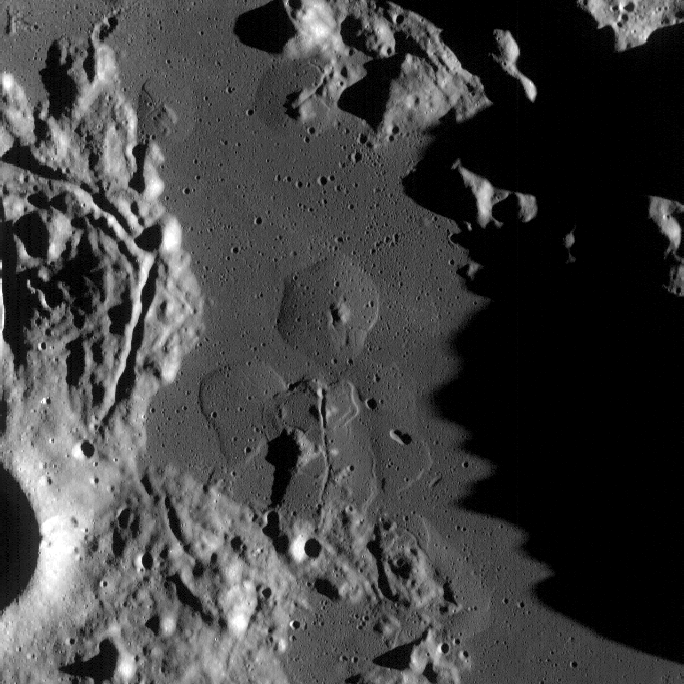
Volcanes en escudo en el interior del Lacus Veris

El Lacus Veris (en latín, "Lago de la Primavera") es un mar lunar de tamaño mediano, cuyo centro está situado en las coordenadas selenográficas 16.5° Sur, 86.1° Oeste y cuyo diámetro envolvente es de aproximadamente 396 km.
El lago se extiende a lo largo de un arco irregular que abarca 90° de este a norte, centrado en el Mare Orientale, cubriendo aproximadamente 12.000 km² de superficie.

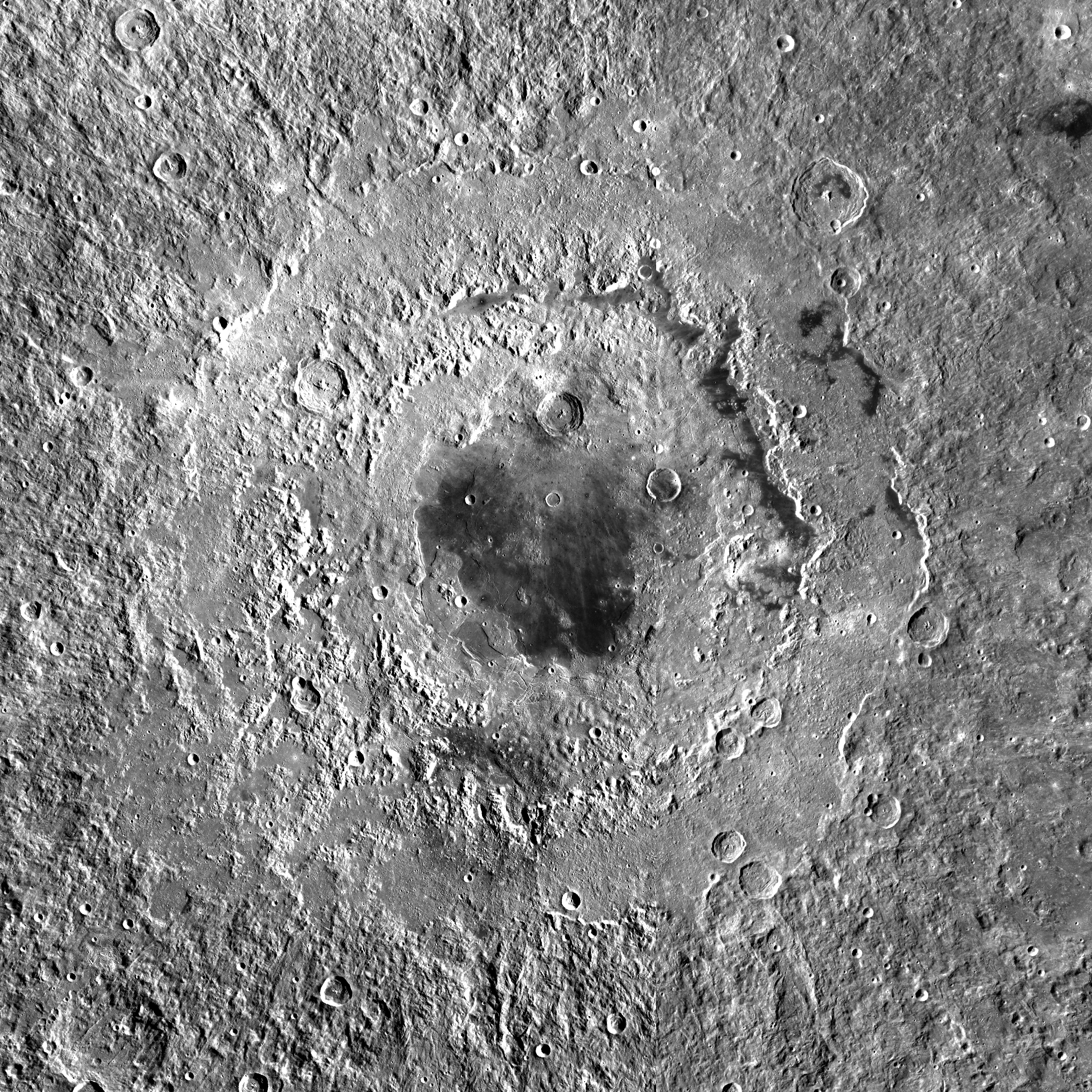
Posición del Lacus Veris dentro de la cuenca del impacto que originó el Mare Orientale (imagen LRO)

Este pequeño mar, con forma de luna creciente, se localiza en la región situada entre los anillos interior y exterior de los Montes Rook, que forman parte de la cuenca de impacto del Mare Orientale. Se ubica en una plataforma ubicada aproximadamente 1 km por debajo de las cumbres circundantes. Los datos recogidos por telescopios desde la Tierra y durante las misiones Lunar Orbiter, han permitido saber que el lago incluye algunos materiales procedentes de las tierras altas circundantes. La densidad de impactos indica que se formó hace unos 3500 millones de años, y solidificándose unos 340 millones de años después del impacto que creó la cuenca del Mare Orientale.
El lago contiene once grietas sinuosas, formadas por tubos de lava y canales, con longitudes que varían entre 4 y 51 km. Muchas de estas rimae se inician en los Montes Rook y fluyen hasta la base del sistema montañoso. También contiene varias formaciones de volcanes en escudo, con diámetros inferiores a los 10 km. Las formaciones geológicas y la ausencia de depresiones de hundimiento sugieren que el lago fue formado por flujos de lava de poco espesor a través de tubos, más que mediante coladas masivas de basalto por erupciones a través de fisuras que inundasen la cuenca.
El escritor Eric Burgess propuso este lago como la ubicación de una futura base lunar, citando un estudio de la NASA realizado por el Centro Espacial Johnson en 1989.

## Denominación
El nombre del lago fue adoptado por la Unión Astronómica Internacional en 1971.